# Enric Danoy i Bru
Enric Danoy i Bru, oficialment Henri o Henry Danoy, (Sant Llorenç de la Salanca 27 de gener del 1859 – 22 d'agost del 1928) va ser un dramaturg, professor de llengües, officier de l'Instruction Publique, lingüista, il·lustrador i felibre rossellonès. Amb el seu amic Simon Siné va mirar de crear un nou gènere, l'opereta rossellonesa. La seva obra, sense gaire valor literària, és un tresor per als estudiosos de la llengua catalana.

## Biografia
Enric Danoy nasqué el 27 de gener del 1859 en una família de pescadors a Sant Llorenç de la Salanca, al Rosselló. El jove Enric va cursar estudis al liceu de Perpinyà abans d'esdevenir professor de lletres. Feu tota la carrera a la Provença als liceus de Dinha i Ate on es va familiaritzar amb l'occità i les seves variants. Es va implicar en el Felibritge, la Renaixença provençal.
A la manera del Virgile travesti de François Scarron, va compondre dues epopeies còmiques en provençal central, lleugerament diferent del rodanenc conreat per Frederic Mistral i els seus deixebles. De la seva producció occitana destaquen aquests tres versos deliciosos.
```
:‘’E aro, se lou rèi à chausi me dounavo
:Felibre vo marqués : ‘’ Marqués, la bello cavo!
:Ame miéus èstre fa felibre pèr Mistrau.‘’
```

‘I ara, si el rei em deixés triar entre
felibre o marquès : ‘’ Marquès, això rai!
M’estimo més que em faci felibre Mistral.‘
Enric Danoy tornà al país a la fi de la primera guerra mundial. Amb el seu amic Simon Siné, professor de música al conservatori de Perpinyà, mirà de crear un subgènere : l'opereta tràgica i rossellonesa. El 1922, van representar a Sant Llorenç de la Salanca Hasta la mort!, obra d'una qualitat molt baixa: el kàiser, Guillem II, refugiat a Holanda, decideix d'escapar-se per fugir als Estats Units. El seu avió cau enmig de l'estany de Salses. Sa i estalvi, en Guillem (sic) erra per les canyes abans que el reconeguin uns pescadors a causa del seu català germànic… Decideixen de constituir un tribunal per a jutjar-lo.
Tanmateix la llengua prefabriana de Danoy és molt bona i hauria pogut constituir una base seriosa per un estàndard regional del català septentrional.
Danoy morí el 1929. Trenta anys després del seu decés, el municipi de Sant Llorenç de la Salanca va homenatjar-lo donant el seu nom a un carrer del vilatge. Avui és un autor gairebé totalment oblidat.

## Obres publicades

### En català
- Hast'à (sic) la Mort!. Imprimerie Barrère, Perpinyà, 1922 o 1924.

### En occità provençal
- Esteleto, la fado di tourre d'Ate. Imprimerie Lanet, Ate, 1911
- Mouloun d'auvàri en sounetoun prouvençau. Imprimerie Lanet, Ate, 1912
- Garço m'acò dins lou Couloun. Imprimerie Lanet, Ate, 1912
- Embaumo!, Imprimerie Mistral, Cavalhon Arxivat 2016-02-08 a Wayback Machine. 1921

### En francès
- La truffe noire et les truffières rationnelles dans le département du Vaucluse, contenant une préface sur la Mutualité Agricole par M.M Henry Danoy et Joseph Martin, propriétaire, Editorial Seguin, Avinhon/Avinyó[Enllaç no actiu] 1910.
- La presa del (sic) Hort et les Mystères catalans, in Montanyes regalades II, núm. 19, pp. 113–118, juliol de 1917.
- Faune marine - Splendeurs de la Faune Marine, G. PETIT i P.-A. ROBERT, il·lustracions : 32 fulls en colors (67 espècies) de P.-A. ROBERT i 45 dibuixos d'Enric Danoi, prefaci de A. PORTMANN, ed. Delachaux & Niestlé (col·lecció Les beautés de la nature), 318 pàgs amb annexos, Neuchâtel 1962.